# Алтынчекич, Леман
Леман Бозкурт Алтынчекич (тур. Leman Bozkurt Altınçekiç; 1932—2001) — первая аккредитованная женщина лётчик-истребитель в турецких ВВС и НАТО.

## Биография
Леман Бозкурт родилась в 1932 году в Сарыкамыше, провинции Карс в семье тюркского происхождения из азербайджанской этнографической группы карапапахов. Окончив среднюю школу для девочек в Стамбуле, отправилась в учебный центр Инёню Турецкой авиационной ассоциации в районе Иненю-ильче, в провинции Эскишехир, для того, чтобы получить подготовку в качестве пилота планёра.
В 1959 году Леман Бозкурт вышла замуж за коллегу из Эскишехира — Тахира Алтынчекича.
Она умерла 4 мая 2001 года в Измире и была похоронена на Карабагларском кладбище.

## Военная служба
В 1954 году, когда ВВС Турции решили начать принимать на работу женщин, Леман обратилась в военно-воздушные силы Турции. Она была самой первой ученицей военной школы в Измире. С 1955 по 1957 год проходила обучение на пропеллерном самолёте. В одном из интервью Леман Алтынчекич говорила, что в первые дни в школе вообще не было пансиона для учениц, и она должна была оставаться в качестве гостя в семейном доме офицера.
30 августа 1957 года Леман закончила обучение на военного лётчика. И хотя позже пять других учениц были также приняты в школу, она была единственной ученицей, присоединившейся к авиационной части на военной базе Эскишехир. Она обучалась там в качестве пилота реактивного самолёта и 22 ноября 1958 года получила звание младшего лейтенанта .
До 1967 года Леман летала на Republic F-84 Thunderjet и Lockheed T-33. Позже — служила в штабе и вышла на пенсию как старший полковник авиации.